# Candler Building
Le Candler Building est un gratte-ciel construit en 1912 à New York par Asa Griggs Candler qui fut le PDG de Coca-Cola. Le rez-de-chaussée abrite actuellement un restaurant McDonald's. Le propriétaire de l'immeuble est aujourd'hui la société Paramount Pictures qui l'a acheté en 2006.
Il s'agit d'un des très rare exemple de gratte-ciel de style Beaux-arts.